# Hazleton (Iowa)
Hazleton es una ciudad ubicada en el condado de Buchanan en el estado estadounidense de Iowa. En el Censo de 2010 tenía una población de 823 habitantes y una densidad poblacional de 406,35 personas por km².

## Geografía
Hazleton se encuentra ubicada en las coordenadas 42°37′7″N 91°54′22″O / 42.61861, -91.90611. Según la Oficina del Censo de los Estados Unidos, Hazleton tiene una superficie total de 2.03 km², de la cual 1.93 km² corresponden a tierra firme y (4.73%) 0.1 km² es agua.

## Demografía
Según el censo de 2010, había 823 personas residiendo en Hazleton. La densidad de población era de 406,35 hab./km². De los 823 habitantes, Hazleton estaba compuesto por el 96.84% blancos, el 0.49% eran afroamericanos, el 1.58% eran amerindios, el 0% eran asiáticos, el 0% eran isleños del Pacífico, el 0% eran de otras razas y el 1.09% pertenecían a dos o más razas. Del total de la población el 1.58% eran hispanos o latinos de cualquier raza.